# Wereldkampioenschappen schermen 1955
De 11de wereldkampioenschappen schermen werden gehouden in Rome, Italië in 1955. De organisatie lag in de handen van de FIE.

## Medailles

### Mannen
| Onderdeel   | Goud | Goud      | Zilver                                                                                    | Zilver    | Brons                                                                                     | Brons               |
| ----------- | --- | --------- | ----------------------------------------------------------------------------------------- | --------- | ----------------------------------------------------------------------------------------- | ------------------- |
| Degen       | |           |                                                                                           |           |                                                                                           |                     |
| Individueel | Giorgio Anglesio                                                                                           | Italië    | Franco Bertinetti                                                                         | Italië    | Carlo Pavesi                                                                              | Italië              |
| Ploegen     | Giorgio Anglesio Franco Bertinetti Giuseppe Delfino Edoardo Mangiarotti Carlo Pavesi Alberto Pellegrino    | Italië    | Édouard Artigas Daniel Dagallier Maurice Huet Armand Mouyal Claude Nigon René Queyroux    | Frankrijk | Lajos Balthazár Barnabás Berzsenyi József Marosi Ambrus Nagy Béla Rerrich József Sákovics | Hongarije           |
| Floret      | |           |                                                                                           |           |                                                                                           |                     |
| Individueel | József Gyuricza                                                                                            | Hongarije | Christian d'Oriola                                                                        | Frankrijk | Jacques Lataste                                                                           | Frankrijk           |
| Ploegen     | Giancarlo Bergamini Luigi Carpaneda Manlio Di Rosa Vittorio Lucarelli Edoardo Mangiarotti Antonio Spallino | Italië    | Mihály Fülöp József Gyuricza József Marosi Kazmer Pacsery Bertalan Szöcs Endre Tilli      | Hongarije | Harry Cooke Bill Hoskyns Allan Jay René Paul Osmund Reynolds                              | Verenigd Koninkrijk |
| Sabel       | |           |                                                                                           |           |                                                                                           |                     |
| Individueel | Aladár Gerevich                                                                                            | Hongarije | Rudolf Kárpáti                                                                            | Hongarije | Renzo Nostini                                                                             | Italië              |
| Ploegen     | Aladár Gerevich Jenő Hámori Rudolf Kárpáti Attila Keresztes Pál Kovács Endre Palócz                        | Hongarije | Giuseppe Comini Gastone Darè Roberto Ferrari Arturo Montorsi Luigi Narduzzi Renzo Nostini | Italië    | Leonid Bogdanov Jevgeni Tsjerepovski Lev Koeznetsov Jakov Rylski David Tyschler           | Sovjet-Unie         |

### Vrouwen
| Onderdeel   | Goud                                                                                     | Goud      | Zilver                                                                                               | Zilver    | Brons                                                                                         | Brons     |
| ----------- | ---------------------------------------------------------------------------------------- | --------- | --- | --------- | --------------------------------------------------------------------------------------------- | --------- |
| Floret      |                                                                                          |           | |           |                                                                                               |           |
| Individueel | Lídia Dömölky                                                                            | Hongarije | Bruna Colombetti                                                                                     | Italië    | Ilona Elek                                                                                    | Hongarije |
| Individueel | Lídia Dömölky Ilona Elek Margit Elek Katalin Kiss Magdolna Nyári-Kovács Zsuzsanna Morvay | Hongarije | Kate Bernheim Renée Garilhe Jacqueline Lorient Françoise Mailliard Jacqueline Thomas Régine Veronnet | Frankrijk | Irene Camber Velleda Cesari Bruna Colombetti Vera Mantovani Leopolda Predaroli Silvia Strukel | Italië    |

## Medaillespiegel
| Plaats | Land                | Goud | Zilver | Brons | Totaal |
| 1      | Hongarije           | 5    | 2      | 2     | 9      |
| 2      | Italië              | 3    | 3      | 3     | 9      |
| 3      | Frankrijk           | 0    | 3      | 1     | 4      |
| 4      | Sovjet-Unie         | 0    | 0      | 1     | 1      |
| 4      | Verenigd Koninkrijk | 0    | 0      | 1     | 1      |
| Totaal | Totaal              | 8    | 8      | 8     | 24     |

1937 · 1938 · 1947 · 1948 · 1949 · 1950 · 1951 · 1952 · 1953 · 1954 · 1955 · 1956 · 1957 · 1958 · 1959 · 1961 · 1962 · 1963 · 1965 · 1966 · 1967 · 1969 · 1970 · 1971 · 1973 · 1974 · 1975 · 1977 · 1978 · 1979 · 1981 · 1982 · 1983 · 1985 · 1986 · 1987 · 1988 · 1989 · 1990 · 1991 · 1992 · 1993 · 1994 · 1995 · 1997 · 1998 · 1999 · 2000 · 2001 · 2002 · 2003 · 2004 · 2005 · 2006 · 2007 · 2008 · 2009 · 2010 · 2011 · 2012 · 2013 · 2014 · 2015 · 2016 · 2017 · 2018 · 2019 · 2022 · 2023